# Holocentropus calcaratus
Holocentropus calcaratus is een fossiele soort schietmot uit de familie Polycentropodidae.